# Lil Scrappy
Lil Scrappy, noto anche come  Prince of Crunk, pseudonimo di Darryl Kevin Richardson II (Atlanta, 19 gennaio 1984), è un rapper statunitense.

## Biografia
Giovane di talento rappresentante del dirty south rap e del genere crunk. All'anagrafe è Darryl Richards, nato ad Atlanta.
Scoperto dalla BME Recordings e da Lil Jon, acquista notorietà nell'area sud-occidentale, dopo nel 2003 a livello internazionale con il singolo "Head Bussa" con la partecipazione di Lil Jon. L'anno seguente realizza un LP con un giovane gruppo pioniere del genere crunk Trillville, sfondando le classifiche con il singolo "No Problem".

### Bred 2 Die Born 2 Live
Il giovane rapper ha pubblicato il 5 dicembre 2006 il suo primo disco da solista Bred 2 Die, Born 2 Live, disco di grande spessore per le sue partecipazioni. Inoltre questo disco è il primo LP ad uscire sotto la label creata da 50 Cent & Lil Jon. Ha inoltre partecipato al brano "Don't Sleep" tratto dal disco uscito postumo di Tupac Shakur, Pac's Life.

### Prince Of The South
Il 13 maggio 2008 Richardson ha pubblicato il suo secondo album studio, Prince of the South. Il disco, dedicato alla sua terra natale Atlanta, ha visto la partecipazione di Lil Flip e degli YoungBloodZ ma non ha riscosso molto successo come il predecessore.

### DTP
Nel 2009 Lil Scrappy ha lasciato la BME Recordings di Lil Jon per firmare con la Disturbing tha Peace (o semplicemente DTP) di Ludacris. Il rapper di Atlanta è anche in procinto di pubblicare un nuovo album verso la fine del 2009, intitolato Tha Grustle. I primi singoli estratti dall'album sono "Addicted to Money", in collaborazione con Ludacris, "Thug It To The Bone", in collaborazione con l'artista R&B Trey Songz, e "Look Like This", in collaborazione con Gucci Mane.
Il disco vedrà la collaborazione di molti artisti, tra i quali Ludacris, Bobby Valentino, Gucci Mane, UGK, Lil Wayne, Trey Songz, OJ Da Juiceman, Shawnna e Willy Northpole. Dopo l'allontanamento del rapper Young Buck dalla G-Unit (gruppo composto da 50 Cent, Tony Yayo e Lloyd Banks), Scrappy ha deciso di non intromettersi nella situazione. Era in procinto di firmare per la Ca$hville Records di Young Buck agli inizi del 2008. Il 10 giugno del medesimo anno, tra l'altro, era prevista l'uscita di un'EP di collaborazione per promuovere l'etichetta. Tutto ciò non è mai accaduto a causa della faida tra Buck e 50 Cent. Lil Scrappy era previsto essere il primo artista a passare dalla BME alla G-Unit records. Tha Grustle, quindi, non includerà partecipazioni di artisti facenti parte di tale etichetta.

## Discografia

### Album in studio
- 2004 – The King Of Crunk & BME Recordings Present: Lil Scrappy
- 2004 – The King Of Crunk & BME Recordings Present: Lil Scrappy - Chopped & Screwed
- 2006 – Bred 2 Die, Born 2 Live
- 2008 – Prince of the South
- 2010 – Tha Grustle

### Singoli
- 2003 – Head Bussa (con Lil Jon)
- 2004 – No Problem
- 2004 – Neva Eva (Trillville con Lil Scrappy e Lil Jon)
- 2004 – Wat U Gon' Do (con Lil Jon Lil Scrappy
- 2006 – Im A King (con P$C, T.I. e Lil Scrappy)
- 2006 – Money in the Bank (con Young Buck)
- 2006 – Gangsta Gangsta (con Lil Jon)
- 2007 – Oh Yeah (Work) (con Sean P. & E-40)
- 2007 – Livin' In The Projects (con 2 Pac)
- 2009 – Thug It to the Bone (con Trey Songz)
- 2009 – Addicted to Money (con Ludacris)
- 2009 – Look Like This (con Gucci Mane)